# Esperanto (revue)
Pour les articles homonymes, voir Espéranto (homonymie).
La revue Esperanto est un magazine publié en langue espéranto par l'Association mondiale d'espéranto. Elle traite de sujets relatifs à l'espéranto et aux questions linguistiques dans le monde. En plus de sa diffusion traditionnelle en édition papier à ses abonnées, la revue est diffusée en ligne à tous les membres individuels de l'Association mondiale d'espéranto.

## Historique
La revue Esperanto fut fondée en 1905 par le français Paul Berthelot. Elle fut suspendue au début de la Première Guerre mondiale de 1914 à 1915, puis durant la Seconde Guerre mondiale de 1941 à 1946.
Quelques principaux rédacteurs en chef :
- 1907–1920 : Hector Hodler
- 1920–1934 : Edmond Privat
- 1955–1958 : William Auld
- 1962–1974 : Victor Sadler (assisté d’Akiko Wusink-Nagata pour 1970–1973)
- 1974–1984 : Simo Milojević (eo)
- 1986–1991 : Mark Fettes (assisté d’Osmo Buller pour 1986)
- 1992–2001 : István Ertl
- 2002–2013 : Stano Marček (eo)

À partir d’avril 2017, Anna Striganova (eo) et Dmitry Chevtchenko (eo) forment le premier couple de rédacteurs en chef, venant remplacer Attila Kaszás (eo).

## Contenu
Au départ, la revue Esperanto servait de lieu d’annonces et de discussions au sujet du mouvement espérantophone, ainsi que lieu de rapports concernant les évolutions politiques et sociales à travers le monde. Ce dernier thème a perduré après la mort de Hodler, à l’initiative d’Edmond Privat. Ce genre d’informations a parfois occasionné des confrontations de point de vue aux lecteurs de la revue, par exemple en 1932 lors d’une critique de Privat des colonies britanniques en Inde. Aussi, ces rapports concernant les évènements internationaux ont peu à peu disparu. Un autre champ d’écriture au sein de la revue est relié à la littérature espérantophone, parfois de manière conséquente : un quart des pages dans le numéro de juillet–aout 1956 par exemple.
De nos jours, la revue Esperanto est l’organe de diffusion officiel de l’association mondiale d’espéranto. La rubrique Laste aperis propose une liste des livres récemment publiés en lien avec l’espéranto, Recenzoj fournit également un examen des dépenses et recettes de l’association. Au mois de mars, la revue donne des informations statistiques sur les membres de l’association et le numéro de juin contient un rapport du bureau. Le numéro de septembre fait habituellement le bilan du congrès mondial d'espéranto qui a eu lieu en été. Cet évènement, riche en préparatifs et en main d’œuvre de la part de l’association mondiale d’espéranto et d’autres associations, implique un seul et unique numéro juillet–aout pour la revue, ce qui aboutit à un nombre de 11 numéros à l’année. Les rédacteurs de la revue sont responsables du contenu, mais il est fréquent que des membres d’association spécialisée proposent des articles, comme Mireille Grosjean de la ligue internationale des enseignants d'espéranto.